# دونگه مجورووو
دونگه مجورووو (به صربی: Donje Međurovo) یک منطقهٔ مسکونی در صربستان است که در نیش واقع شده‌است.